# Hiperpnea
El término hiperpnea hace referencia a un aumento en la cantidad de aire ventilado por unidad de tiempo en relación con lo considerado como una respiración normal (eupnea). Este aumento en la cantidad de aire intercambiado se puede producir ya sea por un aumento en la frecuencia del ciclo respiratorio (taquipnea), por un aumento en la profundidad de la respiración (batipnea) o por una combinación de ambas (polipnea).
Un ejemplo de hiperpnea es la respiración rápida, profunda o trabajosa que aparece normalmente durante el ejercicio; también acompaña a cuadros patológicos como dolor, fiebre, histeria y cualquier trastorno en el que el aporte de oxígeno sea insuficiente, como ocurre en las enfermedades respiratorias y circulatorias.
En medicina, la hiperventilación (o sobrerrespiración) es el estado de respiración acelerada y/o más profunda que lo necesario, reduciendo la concentración de dióxido de carbono de la sangre por debajo lo normal.
En cambio la hiperpnea, donde el incremento de la respiración es a causa de la demanda, como durante y siguiendo ejercicios o cuando el cuerpo decae en oxigenación (hipoxia), por ej. en altas altitudes o como resultado de anemia. La hiperpnea puede también ocurrir como resultado de sepsis, y es usualmente un signo del comienzo de sepsis refractaria.